# Ursula Krechel
Ursula Krechel, née le 4 décembre 1947 à Trèves, est une écrivaine allemande.

## Biographie et œuvre
Ursula Krechel étudie l’allemand, le théâtre et l'histoire de l’art à l'université de Cologne. Pendant ses études, elle obtient son diplôme en 1972 avec un doctorat, elle écrit des critiques pour la radio ouest-allemande et le Kölner Stadt-Anzeiger.
De 1969 à 1972, elle travaille comme auteur dramatique au théâtre de la ville de Dortmund et dirige des projets théâtraux avec de jeunes prisonniers.
 
À partir de 1972, elle vit comme pigiste à Francfort-sur-le-Main.
Le lyrisme, d’abord celui du mouvement féministe et de la Nouvelle Subjectivité (de), puis plus tard, souvent influencé par le surréalisme, constitue le cœur de son œuvre.
Elle publie de la prose, du théâtre et du théâtre radiophonique.
En 2012, son roman Landgericht (Tribunal de grande instance) reçoit le prix du livre allemand. Cet ouvrage met en scène un juge juif revenant en 1947 en Allemagne de son exil à La Havane et sa famille dispersée, qui se brise quand il perd la lutte pour la restauration de sa dignité dans l’Allemagne étriquée de l’après-guerre.
Ursula Krechel vit à Berlin. Elle est membre du PEN club allemand.
En 2025, Krechel remporte le prix Georg-Büchner.

## Œuvre
- Information und Wertung, Köln 1972
- Erika, Frankfurt am Main 1973
- Selbsterfahrung und Fremdbestimmung, Darmstadt 1975
- Nach Mainz!, Darmstadt 1977
- Umsturz, Darmstadt 1977
- Verwundbar wie in den besten Zeiten, Darmstadt 1979
- Zweite Natur, Darmstadt 1981
- Rohschnitt, Darmstadt 1983
- Aus der Sonne, Frankfurt a. M. 1985
- Vom Feuer lernen, Darmstadt 1985
- Kakaoblau, Salzburg 1989
- Tribunal im askanischen Hof, Berlin 1989 (avec Karin Reschke et Gisela von Wysocki)
- Die Freunde des Wetterleuchtens, Frankfurt am Main 1990
- Sitzen Bleiben Gehen, Frankfurt am Main 1990
- Mit dem Körper des Vaters spielen, Frankfurt am Main 1992
- Technik des Erwachens, Frankfurt am Main 1992
- Äußerst innen, Frankfurt am Main 1993 (avec Irmgard Flemming)
- Sizilianer des Gefühls, Frankfurt am Main 1993
- Landläufiges Wunder, Frankfurt am Main 1995
- Ungezürnt, Frankfurt am Main 1997
- Verbeugungen vor der Luft, Salzburg 1999
- Bei Eichendorff, Edenkoben 2000
- Der Übergriff, Salzburg 2001
- In Zukunft schreiben, Salzburg 2003
- Liebes Stück, Frankfurt am Main 2003
- Mein Hallo dein Ohr, Witzwort 2003
- Stimmen aus dem harten Kern. Gedicht, Salzburg/Wien 2005
- Mittelwärts. Gedicht, zu Klampen Verlag, Springe 2006,  (ISBN 978-3-933156-86-0).
- Shanghai fern von wo. Roman, Salzburg, Wien 2008[2]
- Jäh erhellte Dunkelheit. Gedichte, Jung und Jung Verlag, Salzburg/Wien 2010,  (ISBN 978-3-902497-67-3).
- Landgericht. Roman, Jung und Jung Verlag, Salzburg/Wien 2012,  (ISBN 978-3-9902702-4-0)

## Œuvre traduite en français
- Terminus Allemagne [« Landgericht »], trad. de Barbara Fontaine, Paris, Éditions Carnets Nord, 2014, 448 p.  (ISBN 978-2-355-36136-4)

## Source
- (de) Cet article est partiellement ou en totalité issu de l’article de Wikipédia en allemand intitulé « Ursula Krechel » (voir la liste des auteurs).